# AC 2-Litre
Der AC 2-Litre ist ein PKW-Modell des britischen Automobilherstellers AC Cars. Er wurde von 1947 bis 1956 hergestellt. Es gab 2-türige und ab 1952 auch 4-türige Limousinen. Außerdem wurde ab 1949 eine geringe Zahl von Cabriolets und „Buckland“-Tourenwagen gefertigt.
Den Sechszylinder-Aluminiummotor mit 1991 cm³ Hubraum und nassen Laufbuchsen bot AC erstmals im AC 16 aus dem Jahre 1922 an. 1947 allerdings wurde der Motor von drei SU-Vergasern versorgt und leistete 75 bhp (55 kW) 1951 stieg die Leistung erneut auf 86 bhp (63 kW), mehr als das Doppelte der 35 bhp (25,7 kW) mit denen der Motor 1922 angeboten wurde.
Die aluminiumbeplankte Karosserie mit Holzrahmen saß auf einem üblichen Stahlrahmen mit zwei Starrachsen, die an halbelliptischen Blattfedern aufgehängt waren. Erstmals bei AC waren die Achsen mit hydraulischen Stoßdämpfern ausgestattet. Bis 1951 hatten die Wagen teilhydraulische Bremsen: Die Vorderräder waren hydraulisch gebremst, die Hinterräder hatten Seilbremsen mit Trommeln von 304 mm Durchmesser.
Während der gesamten Bauzeit wurden nur wenige Änderungen an der Konstruktion vorgenommen, lediglich der Raddurchmesser stieg 1951 auf 16″. Insgesamt wurden in 10 Jahren 1284 Wagen hergestellt. Der Motor des AC 2-Litre wurde im AC Aceca noch bis 1963 angeboten.
Eine 2-türige Limousine wurde 1948 vom britischen Automobilmagazin The Motor getestet. Sie erreichte eine Höchstgeschwindigkeit von 128 km/h und beschleunigte in 20 s von 0–100 km/h. Der Benzinverbrauch wurde mit 12 l / 100 km festgestellt. Der Testwagen kostete £ 1277 einschl. Steuern.

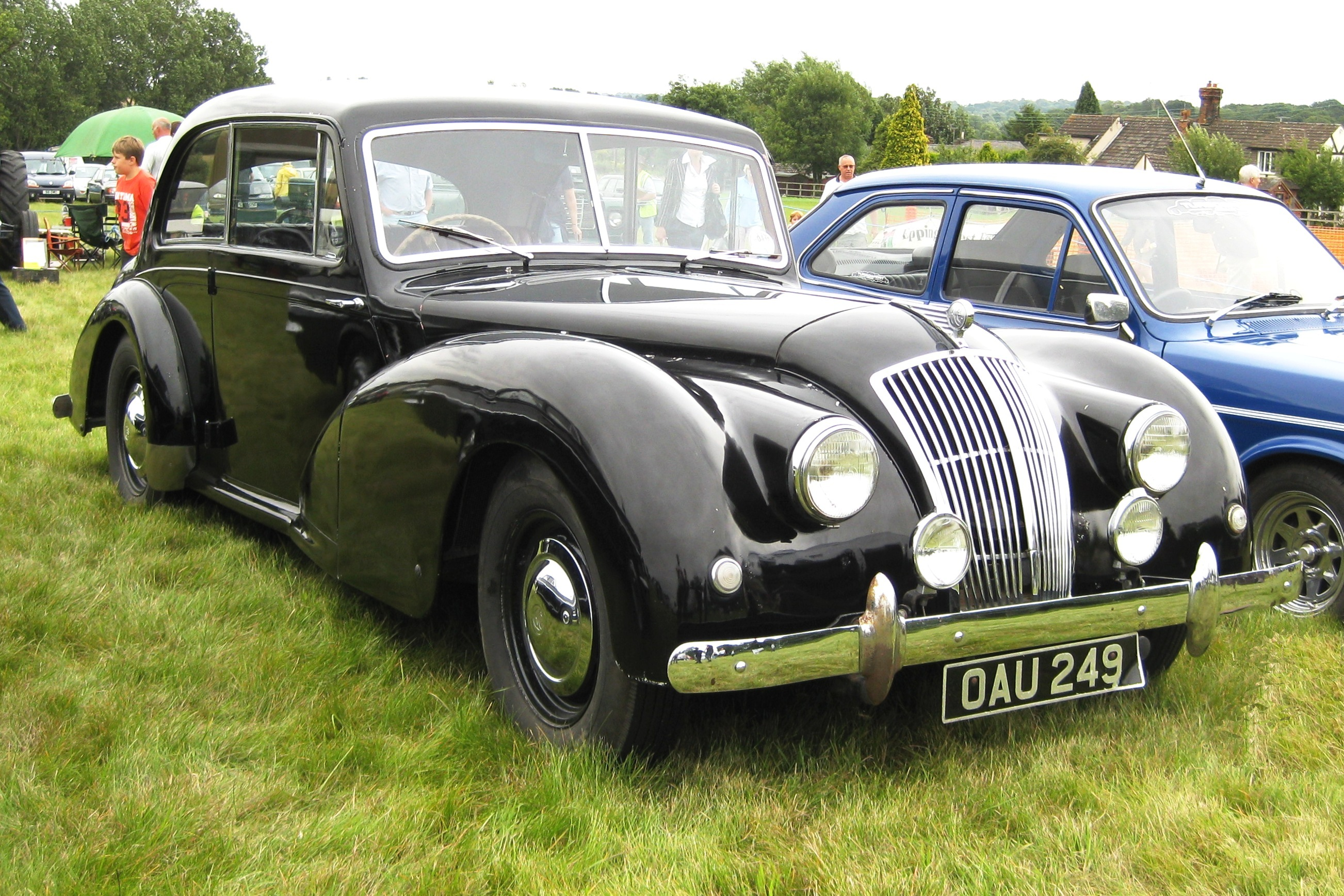
2-türige Limousine (ca. 1955)
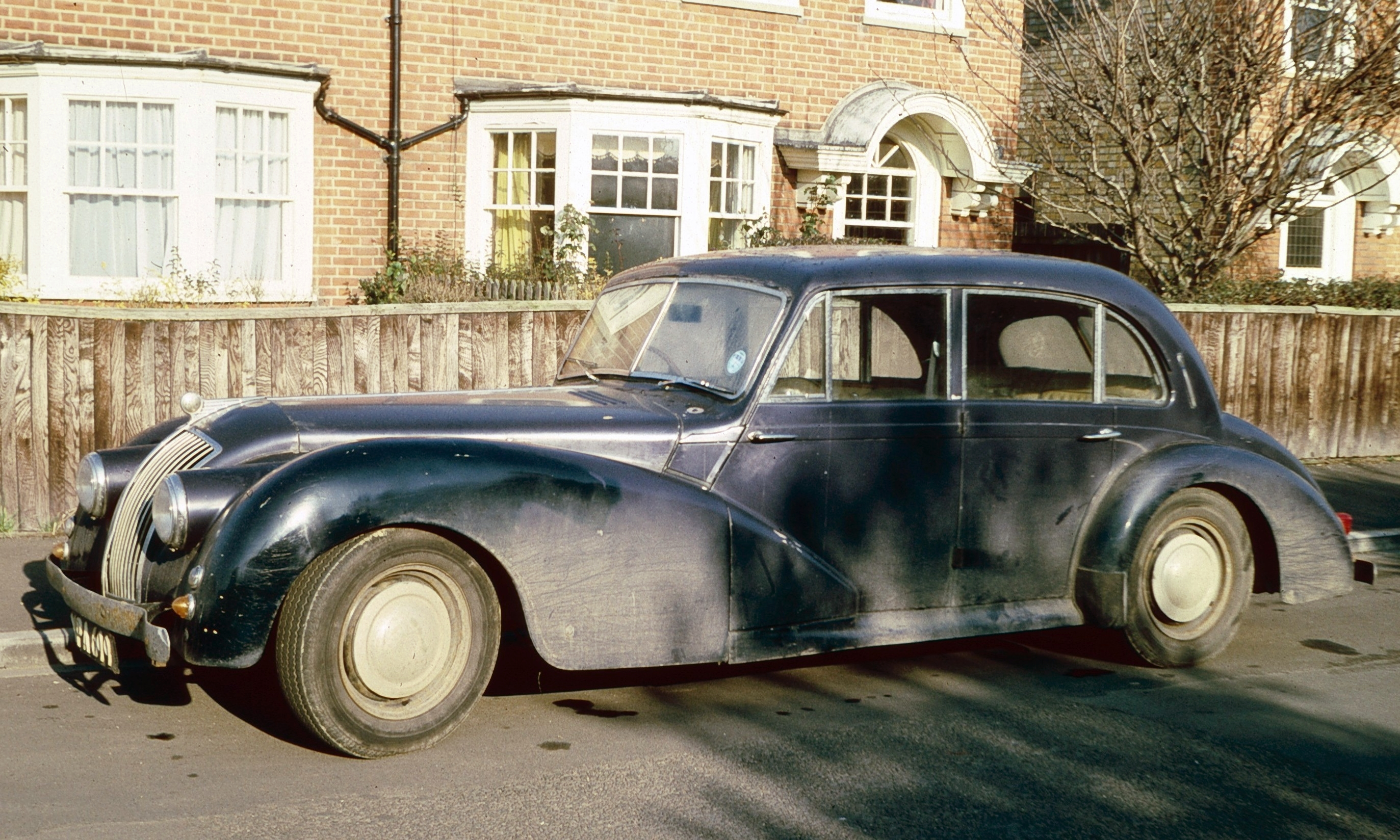
4-türige Limousine
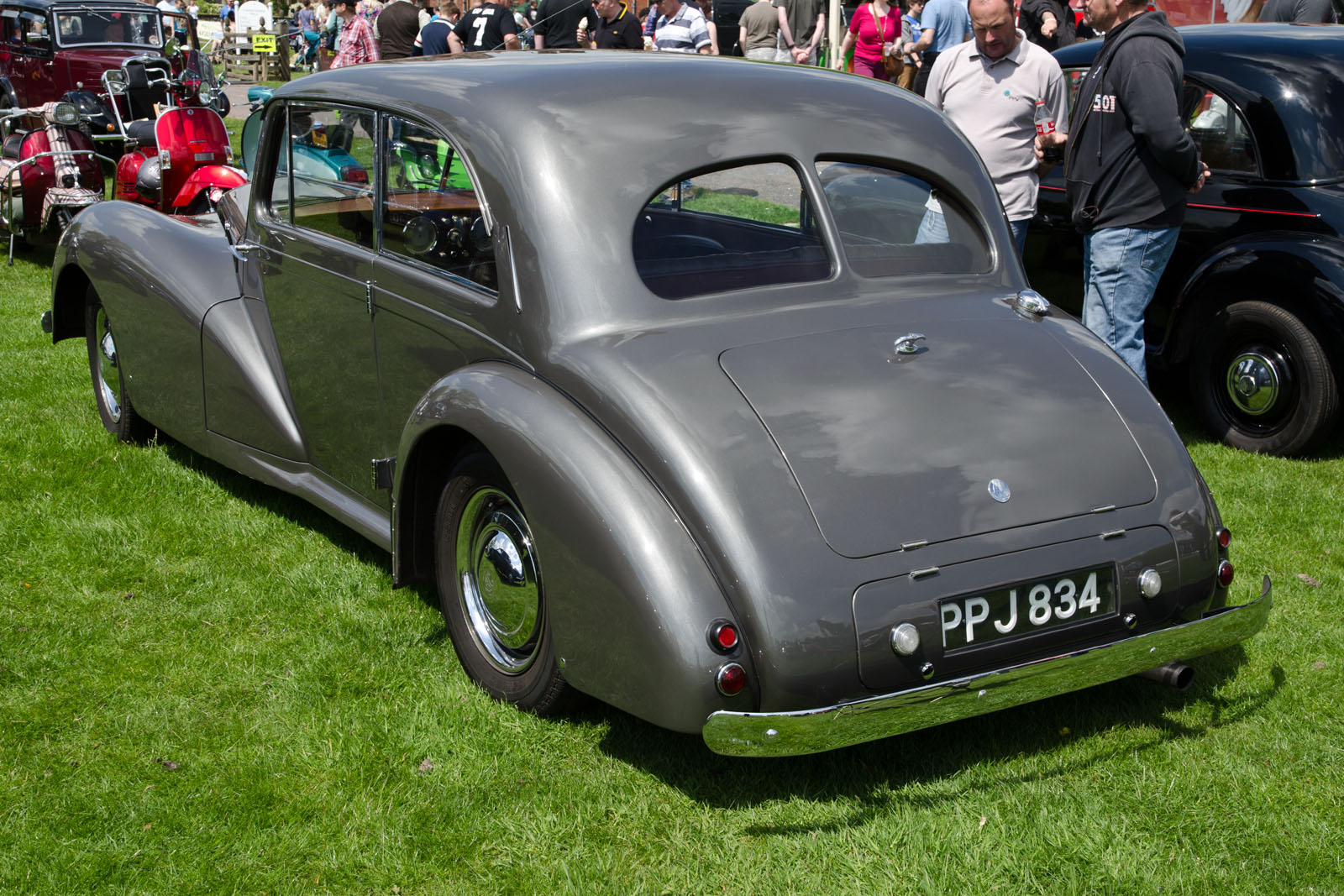
Heck einer 2-türigen Limousine (1951)
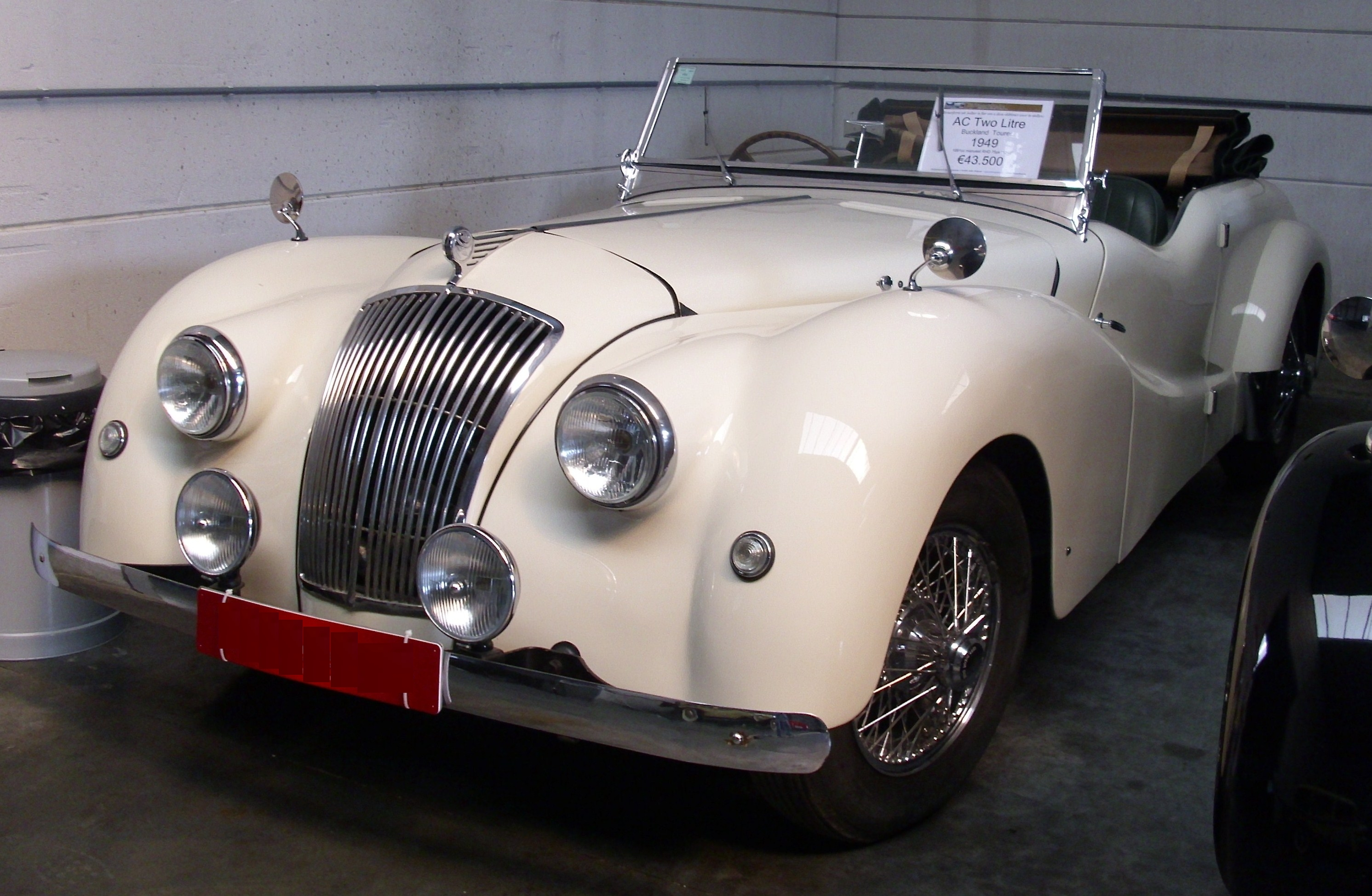
Buckland Tourer (1949)
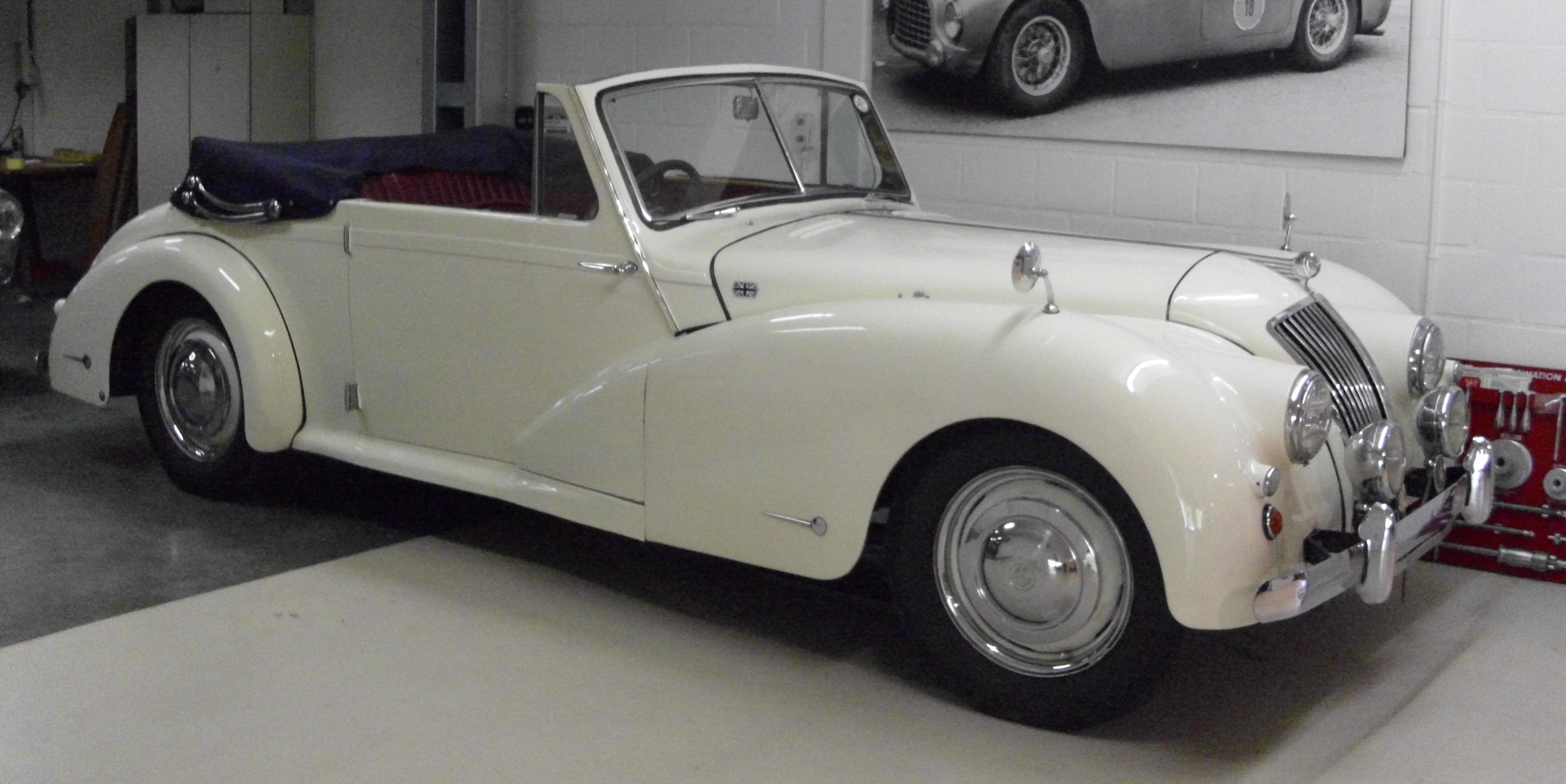
Cabriolet (1949)